# Mont Sagne
Mont Sagne är en kulle i Schweiz. Den ligger i kantonen Neuchâtel, i den västra delen av landet, 50 km väster om huvudstaden Bern. Toppen på Mont Sagne är 1 215 meter över havet.